# Alfred Edwards
Alfred Edwards (Skyborry, Shropshire; 12 de octubre de 1850-Bridgnorth, 4 de abril de 1923) fue un empresario, diplomático y dirigente deportivo británico. Fue uno de los fundadores, junto a Herbert Kilpin, y el primer presidente de la entidad futbolística italiana Milan Foot-Ball & Cricket Club, hoy Associazione Calcio Milan.
Era vicecónsul británico en Milán y fue personaje notable en los ambientes de la alta sociedad milanesa, siendo el primer presidente electo del Milan. En enero de 1900 afilió al club a la Federación Italiana de Fútbol . Fue además, jugador de la Selección nacional de fútbol de Inglaterra.
- Datos: Q2349054
- Multimedia: Alfred Edwards (entrepreneur) / Q2349054